# Ole Kolterud

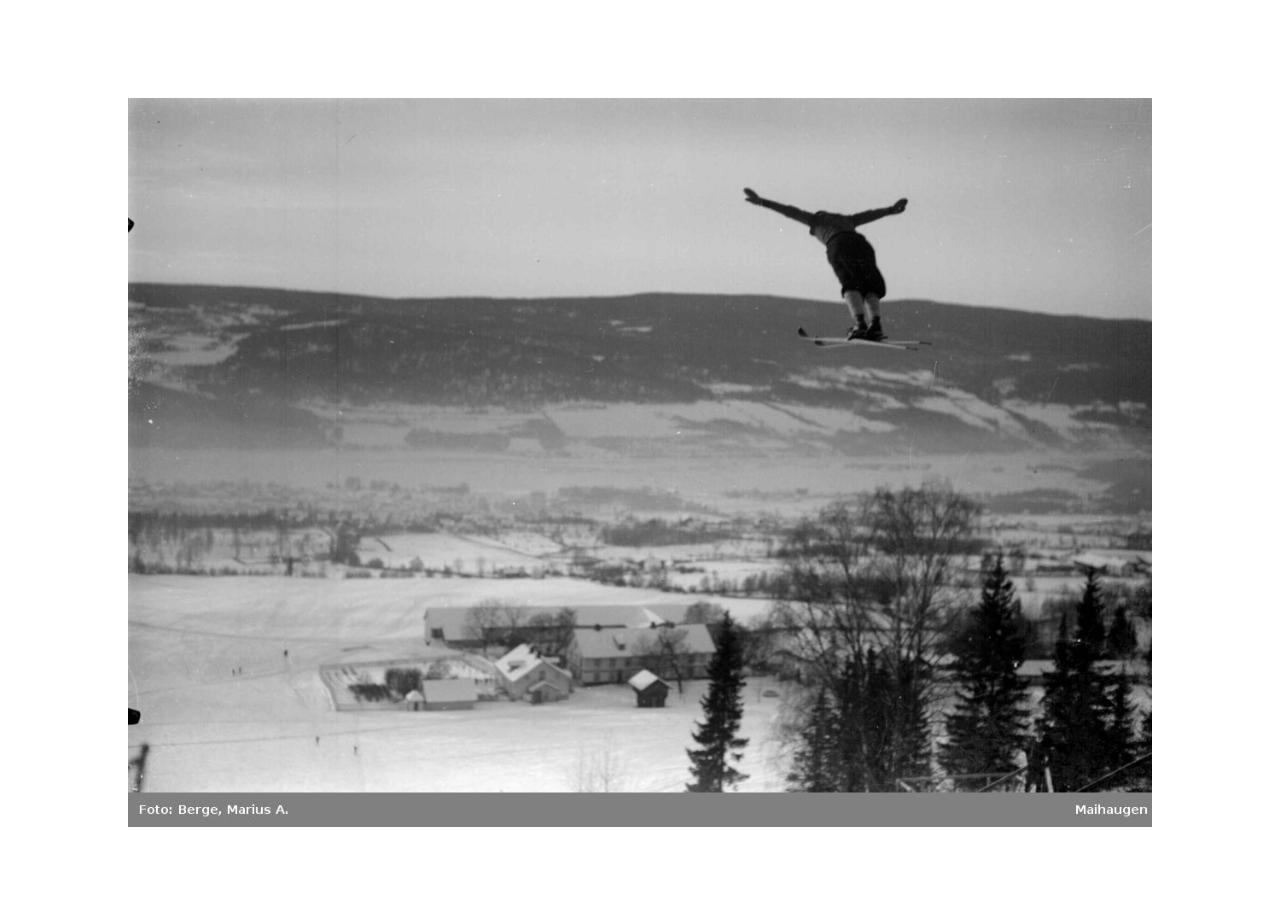
Kolterud 1928.

Ole Kolterud född 1 maj 1903 i Nordre Land, död 6 december 1974 i Hønefoss, var en norsk längdåkare. Han var med i de Olympiska vinterspelen 1928 i nordisk kombination där han kom på 8:e plats.